# Alko (motorfiets)
Alko is een historisch merk van motorfietsen.
Het was een Oostenrijks merk dat van 1927 tot 1930 motorfietsen maakte met JAP- en MAG-kop- en zijklepmotoren van 490 tot 996 cc. De zwaardere modellen waren - uiteraard - V-twins.